# فرشتگان آبی

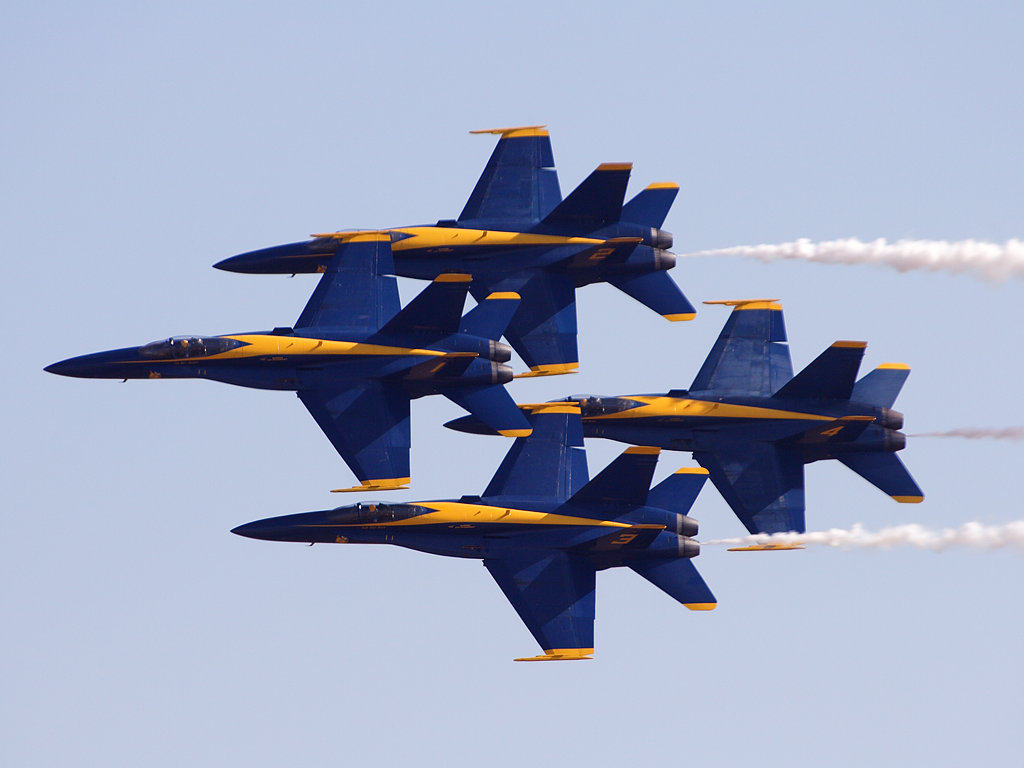
پرواز تیم فرشتگان آبی به شکل الماس

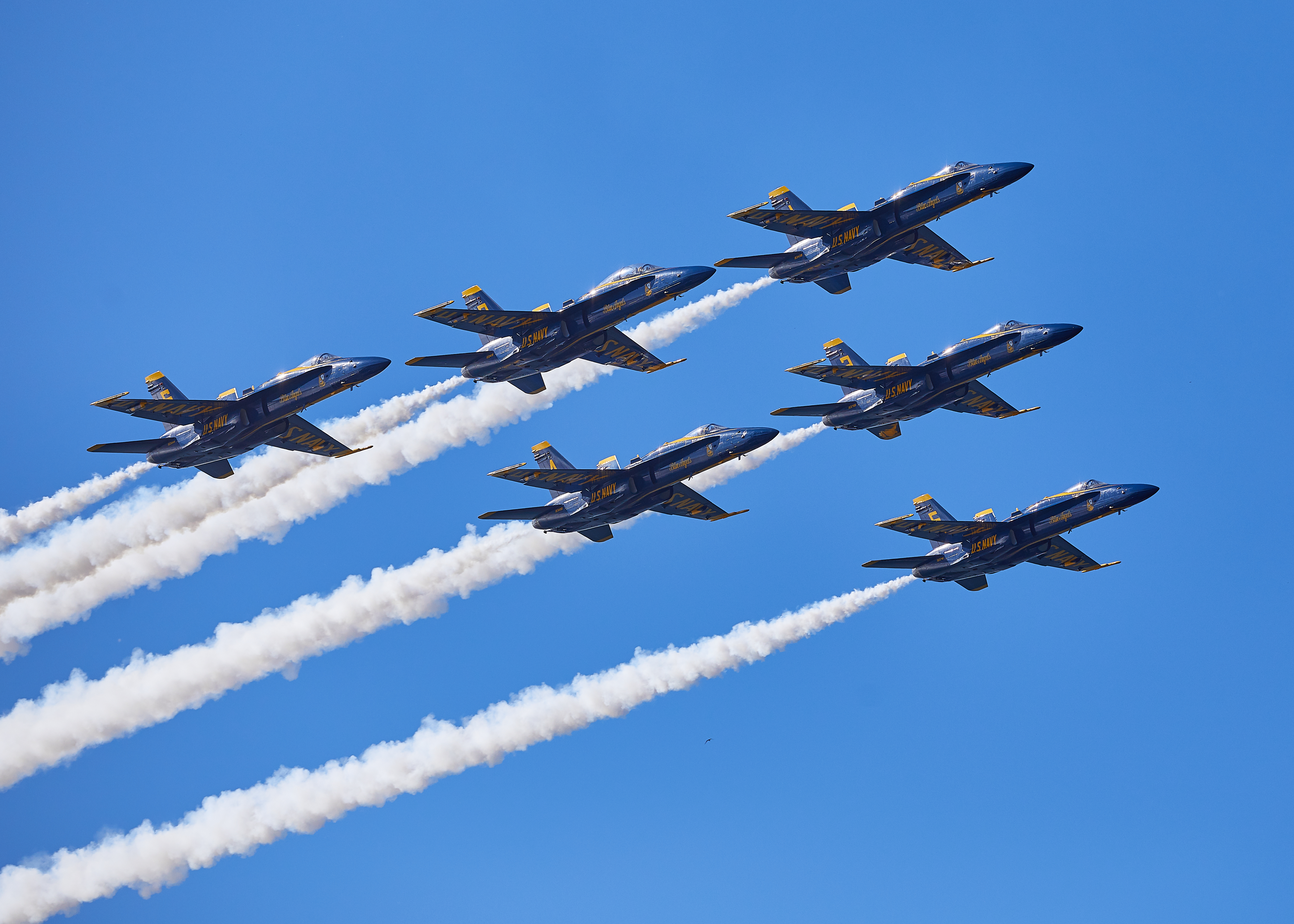
نگاره‌ای از شش فروند جنگنده اف/ای-۱۸ هورنت، تیم آکروجت فرشتگان آبی در حال نمایش ترکیب شش

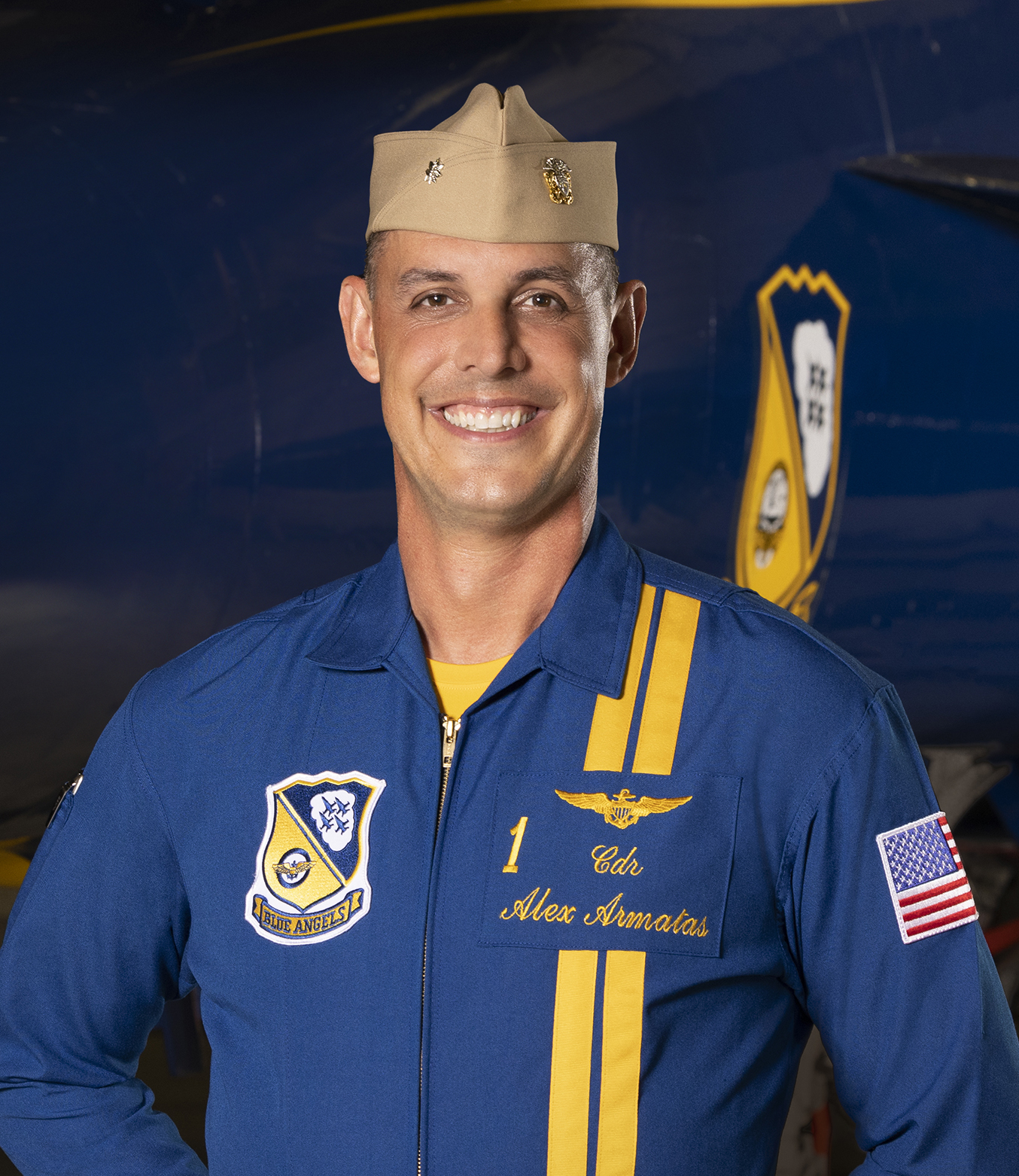
الکساندر آرماتاس، فرمانده یگان پروازی تیم فرشتگان آبی

فرشتگان آبی (انگلیسی: Blue Angels) یک تیم یگان پروازی و نمایش اسکادران هوایی نیروی دریایی ایالات متحده آمریکا است. تیم فرشتگان آبی در سال ۱۹۴۶ شکل گرفت. این تیم یکی از قدیمی‌ترین یگان‌های پروازی آکروجت است و در جایگاه دوم جهان قرار دارد.